# Uniformes et insignes de grades de la Sturmabteilung

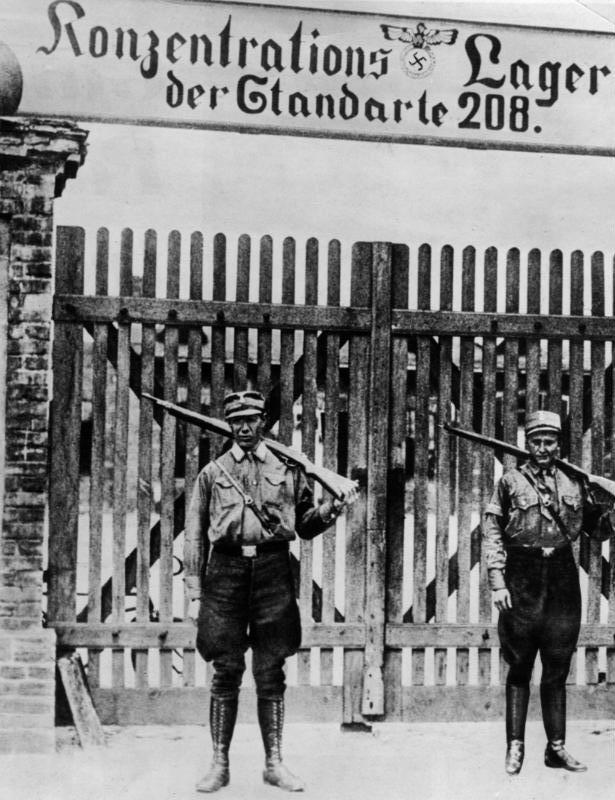
Gardes SA au camp ce concentration d'Oranienburg en 1933

Les uniformes et insignes de grades de la Sturmabteilung étaient des insignes et uniformes paramilitaires du parti nazi utilisés par les troupes d'assaut de la Sturmabteilung (SA) de 1921 jusqu'à la chute de l'Allemagne nazie en 1945. Les titres et expressions utilisés par la SA ont servi de base aux titres paramilitaires utilisés par plusieurs autres groupes paramilitaires nazis, dont la Schutzstaffel (SS). Les premiers rangs des SS étaient identiques à ceux des SA, puisque les SS étaient à l'origine considérés comme une sous-organisation de la Sturmabteilung. 

## Origines des titres SA (1921-1923)
Les troupes d'assaut vêtues de la célèbre chemise brune de la Sturmabteilung voient le jour progressivement au sein du parti nazi à partir de 1920. À cette époque, Adolf Hitler avait pris le titre de Führer du parti nazi, en remplacement d'Anton Drexler qui était connu comme le président du parti le plus démocratiquement élu. Hitler a commencé à modeler le parti nazi sur les ligues paramilitaires fascistes et, à cette fin, les premiers nazis des années 1920 portaient généralement une sorte d'uniforme paramilitaire lors des réunions et des rassemblements du parti. Les plus courants étaient les uniformes de la Première Guerre mondiale avec des médailles. Les uniformes des Freikorps ainsi que les uniformes des groupes d'anciens combattants tels que les Stahlhelm étaient également courants. Les membres du parti nazi mélangeaient également des éléments de ces trois types d'uniformes avec peu ou pas de standardisation, à l'exception d'un brassard à croix gammée porté au bras gauche.
En 1921, le parti nazi avait formé sa Stosstrupp, composée principalement de gardes du corps robustes qu'Hitler utilisait pour sa propre protection, et avait formé les troupes d'assaut nazies, ou "Sturmabteilung" (section d'assaut), qui fut abrégé pour être connu sous le nom de SA. C'est à ce moment que les premiers titres de SA ont vu le jour, bien qu'il n'y ait pas eu d'uniformes ou d'insignes établis, à l'exception d'un brassard à croix gammée porté sur un uniforme paramilitaire. Au début de l'existence du groupe, les SA avaient quatre titres principaux :
- Oberster SA-Führer
- SA-Oberführer
- SA-Führer
- SA-Mann

En 1923, la SA a été dissoute après l'échec du Putsch de Munich. Le groupe a été reformé deux ans plus tard, en 1925.

## Les premiers insignes de grade des SA (1924-1929)
De 1923 à 1925, la SA n'existait pas officiellement, car Adolf Hitler avait été emprisonné pour ses actions dans le Putsch de Munich et le parti nazi avait été interdit en Allemagne. Des cellules souterraines d'hommes des SA continuèrent à se réunir en secret, dont une dirigée par un responsable nommé Gerhard Roßbach. C'est Roßbach qui a inventé l'uniforme à la chemise brune nazie puisque, en 1924, Roßbach a localisé en Autriche un grand magasin de surplus de chemises brunes en denim de l'armée, destinées à l'origine aux uniformes tropicaux.
En 1925, la SA a été refondée en tant que composante du nouveau parti nazi qu'Hitler avait créé après sa libération de prison. La SA renaissante a alors reçu son premier code d'uniforme officiel et a également commencé à utiliser le premier système reconnaissable d'insignes de grade.
En plus d'un uniforme à chemise marron, les membres des SA portaient des brassards à croix gammée avec un képi. À l'origine, les SA utilisaient leurs titres de grade d'avant 1923, mais cela a changé en 1926 lorsque les unités locales de SA ont commencé à être regroupées en formations plus importantes de la taille d'un régiment, connues sous le nom de Standarten. Chaque régiment des SA était commandé par un officier supérieur des SA appelé Standartenführer. En même temps, pour se différencier de la base des SA, les officiers supérieurs ont commencé à porter des feuilles de chêne sur leur col pour signifier leur autorité. Selon ce système, un Standartenführer portait une feuille de chêne, un Oberführer deux, et le commandant suprême des SA en portait trois. Les grades inférieurs de SA-Führer et de SA-Mann ne portaient toujours pas d'insigne.
En 1927, le grade d'officier du SA-Führer est devenu connu sous le titre de Sturmführer et un grade d'officier supérieur appelé Sturmbannführer a été créé pour être détenu par les commandants des formations de bataillons directement subordonnés au Standartenführer. En 1928, une extension des grades des soldats des SA était nécessaire en réponse à l'augmentation du nombre de soldats de rang inférieur. Ces nouveaux titres et grades étaient signalés par un système d'insignes qui consistait en des épingles d'argent accrochées au col du porteur. Ce système de "pépins" a été adopté par le groupe des vétérans du Stahlhelm, qui était étroitement lié aux SA, tant par sa double appartenance que par son idéologie.
Un autre changement en 1928 fut la création du rang de Gruppenführer. Ce grade utilisait l'insigne de col à trois feuilles précédemment réservé au commandant suprême des SA et le grade était détenu par les plus hauts commandants des SA en Allemagne qui dirigeaient des formations de la taille d'une division composée de plusieurs SA-Standarten (équivalent de régiments). À cette époque, les SA avaient également commencé à utiliser des insignes d'unité pour leurs membres subalternes, qui consistaient en un écusson de col numéroté, indiquant l'affiliation au bataillon et au régiment, porté en face de l'insigne de grade. Cet insigne d'unité était porté par ceux qui avaient le grade de Sturmbannführer et en dessous ; les officiers de grade supérieur portaient des insignes de feuilles de chêne sur les deux cols.
À la fin des années 1920, le système de grades des SA s'est consolidé avec les titres suivants :
| Grade SA           |
|                    |
| Gruppenführer      |
| Untergruppenführer |
| Oberführer         |
| Standartenführer   |
| Sturmbannführer    |
| Sturmhauptführer   |
| Sturmführer        |
| Truppführer        |
| Scharführer        |
| Mann               |

## Les uniformes des SA sous la direction d'Ernst Röhm (1930-1933)

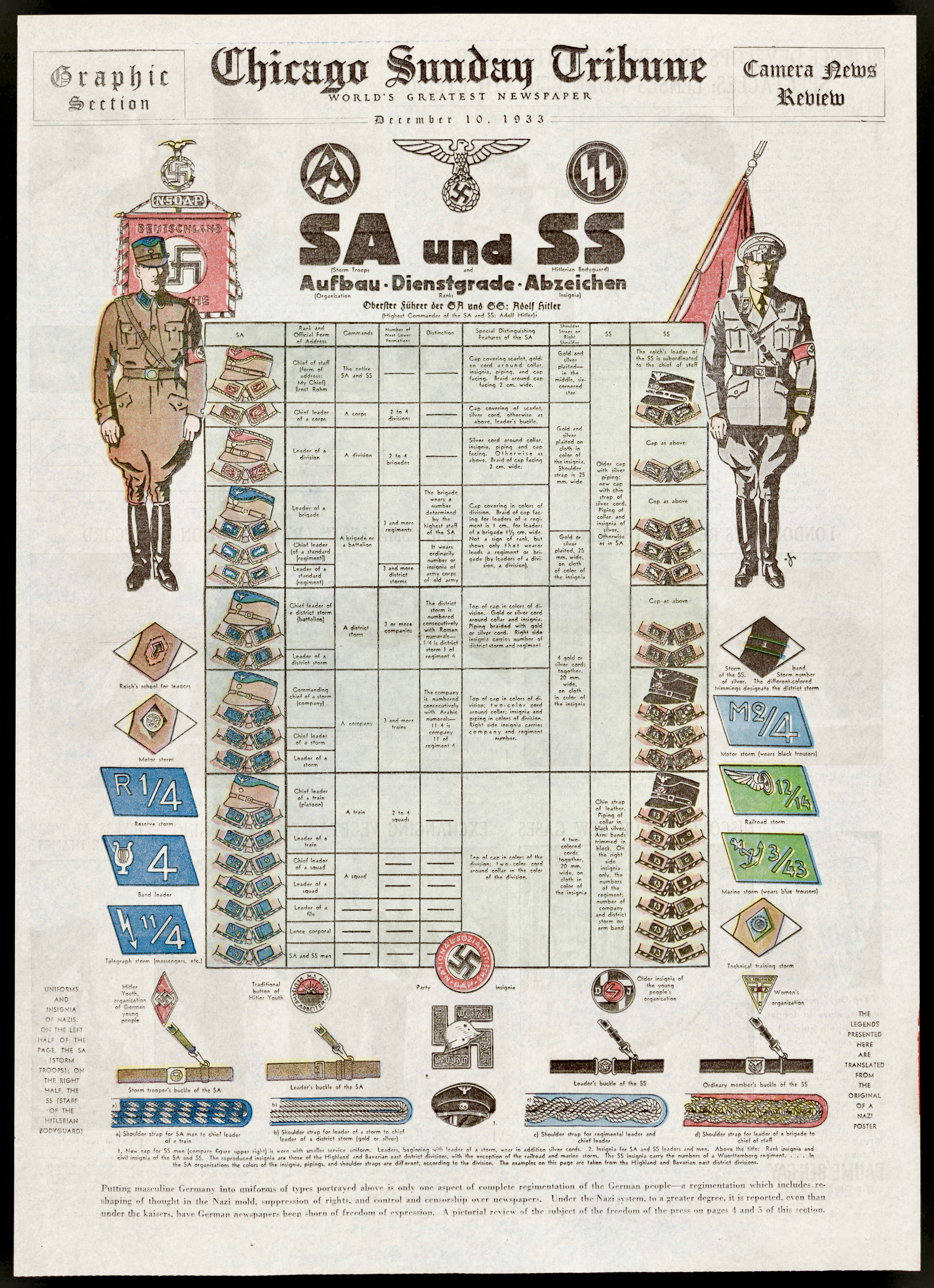
Une affiche allemande montrant les uniformes et les insignes de Sturmabteilung (à gauche) et de Schutzstaffel (SS, à droite), deux branches paramilitaires du parti nazi, publiée en anglais par le Chicago Sunday Tribune en 1933. La légende dit ceci : "La mise de l'Allemagne masculine dans les uniformes des types dépeints ci-dessus n'est qu'un aspect de la régimentation complète du peuple allemand - une régimentation qui comprend la refonte de la pensée dans le moule nazi, la suppression des droits, et le contrôle et la censure des journaux."

Le changement majeur suivant dans les uniformes et les insignes de la SA a eu lieu en 1930, lorsque Ernst Röhm a été nommé chef d'état-major de la SA. La nomination de Röhm était le résultat de la prise de commandement personnelle de la SA par Adolf Hitler en tant que Oberster SA-Führer. Hitler conservera ce titre jusqu'à la chute de l'Allemagne nazie en 1945 et, après 1930, c'est le chef d'état-major des SA qui dirige effectivement l'organisation.
Röhm entreprit plusieurs changements dans la conception de l'uniforme et des insignes des SA, le premier étant d'inventer plusieurs nouveaux grades afin que le système de grades des SA reflète celui des militaires professionnels. L'extension des grades s'est faite progressivement entre 1930 et 1932, avec pour dernier ajout la création d'un grade de SA-Obergruppenführer que Röhm se donna à lui-même ainsi qu'aux généraux supérieurs de l'état-major des SA. Les nouveaux grades utilisaient le même système de collet et de feuille de chêne qu'auparavant, mais avec l'ajout d'épaulettes à cordon portées sur l'épaule droite pour les officiers, soit en or, soit en argent. En revanche, les hommes de troupes portaient des cordons en forme de bretelles sur l'épaule droite.
En 1933, lorsque Adolf Hitler devint chancelier d'Allemagne, Röhm fit de son titre de chef d'état-major des SA un véritable grade. L'insigne du nouveau grade d'Ernst Röhm (connu sous le nom de Stabschef, « chef d'état-major » en traduction littérale) consistait en une étoile en couronne, conçue d'après celle d'un général bolivien, en raison de l'expérience militaire antérieure de Röhm en tant que conseiller militaire en Bolivie.

## Grades et insignes
Ce tableau contient les derniers grades et insignes de la Sturmabteilung, qui étaient en usage de 1942 à 1945 par rapport à l'armée allemande.
| Nomenclature OTAN                                                    | Insigne de grade                                                     | Appellation allemande                                                | Equivalent dans la Wehrmacht (Heer, sauf le cas du Reichsmarschall)                                           | Equivalent dans la Wehrmacht (Heer, sauf le cas du Reichsmarschall)                                           |  |
| Nomenclature OTAN                                                    | Patte de col                                                         | Appellation allemande                                                | Equivalent dans la Wehrmacht (Heer, sauf le cas du Reichsmarschall)                                           | Equivalent dans la Wehrmacht (Heer, sauf le cas du Reichsmarschall)                                           |  |
| Aucun                                                                | Aucun                                                                | Oberster Führer der SA                                               | Reichsmarschall                                                                                               | |  |
| OF-10                                                                | Aucun équivalent                                                     | Aucun équivalent                                                     | Generalfeldmarschall                                                                                          | |  |
| OF-9                                                                 |                                                                      | Stabschef                                                            | Generaloberst                                                                                                 | |  |
| OF-8                                                                 |                                                                      | SA-Obergruppenführer                                                 | General der Waffengattung                                                                                     | |  |
| OF-7                                                                 | Aucune illustration disponible                                       | SA-Gruppenführer                                                     | Generalleutnant                                                                                               | |  |
| OF-6                                                                 | Aucune illustration disponible                                       | SA-Brigadeführer                                                     | Generalmajor                                                                                                  | |  |
|                                                                      |                                                                      |                                                                      | | |  |
| OF-5                                                                 | Aucune illustration disponible                                       | SA-Oberführer                                                        | Aucun équivalent                                                                                              | Aucun équivalent                                                                                              |  |
| OF-5                                                                 | Aucune illustration disponible                                       | SA-Standartenführer                                                  | Oberst | |  |
| OF-4                                                                 |                                                                      | SA-Obersturmbannführer                                               | Oberstleutnant                                                                                                | |  |
| OF-3                                                                 |                                                                      | SA-Sturmbannführer                                                   | Major | |  |
| OF-2                                                                 |                                                                      | SA-Hauptsturmführer                                                  | Hauptmann/Rittmeister                                                                                         | |  |
| OF-1a                                                                |                                                                      | SA-Obersturmführer                                                   | Oberleutnant                                                                                                  | |  |
| OF-1b                                                                |                                                                      | SA-Sturmführer                                                       | Leutnant | |  |
|                                                                      |                                                                      |                                                                      | | |  |
| OR-8                                                                 |                                                                      | SA-Haupttruppführer                                                  | Stabsfeldwebel                                                                                                | |  |
| OR-7                                                                 |                                                                      | SA-Obertruppführer                                                   | Oberfeldwebel                                                                                                 | |  |
| OR-6                                                                 |                                                                      | SA-Truppführer                                                       | Feldwebel | |  |
| OR-5                                                                 |                                                                      | SA-Oberscharführer                                                   | Unterfeldwebel                                                                                                | |  |
| OR-5                                                                 |                                                                      | SA-Scharführer                                                       | Unteroffizier                                                                                                 | |  |
|                                                                      |                                                                      |                                                                      | | |  |
| OR-3                                                                 | No equivalent                                                        | No equivalent                                                        | Stabsgefreiter                                                                                                | |  |
| OR-3                                                                 |                                                                      | SA-Rottenführer                                                      | Obergefreiter                                                                                                 | |  |
| OR-2                                                                 |                                                                      | SA-Sturmmann                                                         | Gefreiter | |  |
| OR-1                                                                 | Aucun équivalent                                                     | Aucun équivalent                                                     | Oberschütze, Obergrenadier, Oberfunker, Oberkanonier etc.                                                     | |  |
| OR-1                                                                 |                                                                      | SA-Mann                                                              | Soldat, Schütze, Grenadier, Funker, Kanonier etc.                                                             | |  |
| Volontaire (SA-Anwärter) pour le service dans la Sturmabteilung (SA) | Volontaire (SA-Anwärter) pour le service dans la Sturmabteilung (SA) | Volontaire (SA-Anwärter) pour le service dans la Sturmabteilung (SA) | Conscrit ou volontaire militaire qui s'engage et peut devenir un sous-officier ou un officier de la Wehrmacht | Conscrit ou volontaire militaire qui s'engage et peut devenir un sous-officier ou un officier de la Wehrmacht |  |

## Modèle final des uniformes des SA (1934-1945)

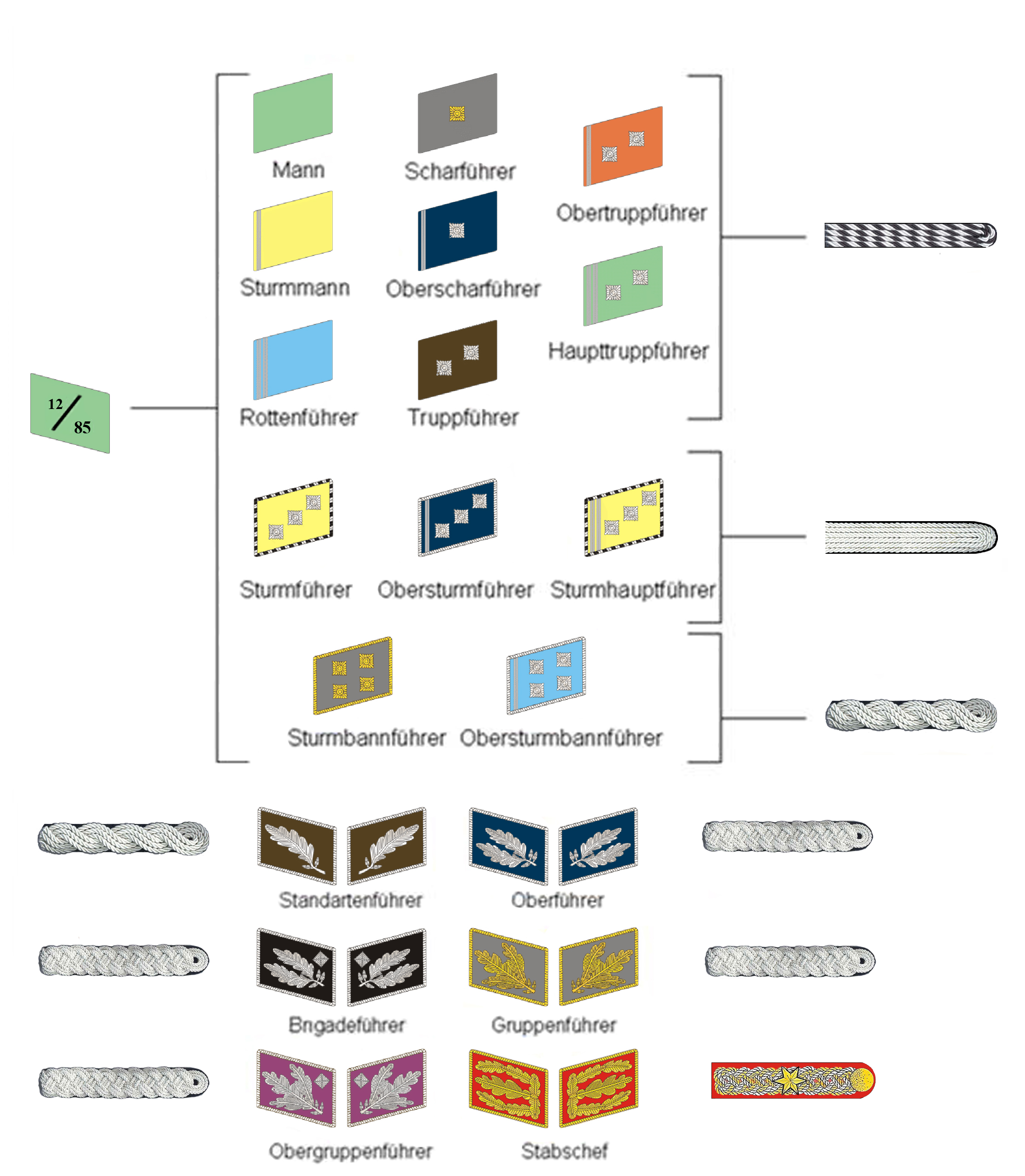
Insignes de grades de la Sturmabteilung de 1934 à 1945

Une légère modification du système de grades et d'insignes des SA a eu lieu en juillet 1934 après la Nuit des Longs Couteaux. Victor Lutze a supprimé l'insigne spécial de Röhm pour le grade de Stabschef et a adopté à la place un écusson de col à peu près identique à celui du Reichsführer-SS, un grade que Heinrich Himmler détenait désormais.

## Uniformes spéciaux
Avant même la chute d'Ernst Röhm, les SA avaient adopté une apparence plus formelle pour leurs uniformes afin de faire apparaître le groupe comme une véritable formation militaire plutôt que comme un groupe de combattants de rue. À cette fin, la SA avait créé un uniforme officiel de type "bureau" qui consistait en un manteau brun porté par-dessus l'uniforme de base à chemise marron. 
Des uniformes spéciaux existaient également pour les corps des SA, tels que les SA motorisés, les SA alpins et les SA-marins, considérés comme des auxiliaires de la Kriegsmarine. C'est la SA-Marine qui a le plus étendu sa gamme d'uniformes, avec des insignes spéciaux qu'aucune autre unité de la SA ne portait.